# Träsket (Länna socken, Uppland)
Träsket är en sjö i Norrtälje kommun i Uppland och ingår i Norrtäljeån-Åkerströms kustområde.